# كيفيسيا
كيفيسيا: (باليونانية:Κηφισιά)، (بالإنجليزية:Kifisia)، مدينة يونانية تقع في جنوب وسط البلاد ضمن منطقة أتيكا الإدارية، تتبع مقاطعة شمال أثينا ضمن هذه المنطقة الإدارية.

## الموقع، السكان والتسمية
تعتبر كيفيسيا واحدة من الضواحي الشمالية لأثينا بحيث تبعد مسافة 14 كيلومتر عن العاصمة، بحيث تقع جغرافياً بين جبل بنديلي من الشرق ونهر كيفيسوس من الغرب. وتحدها بلدية ماروسي من الجنوب، أخارنيس وَكاماتيرو من الغرب.
يبلغ عدد سكان المدينة حوالي 45 ألف نسمة وتعتبر من الضواحي الراقية لأثينا.
تعود تسمية المدينة لنهر كيفيسوس الذي يمر غربها، حيث كانت المدينة في الفترة الإغريقية الكلاسيكية تدعى باسم إبيكيفيسيا (Epikephesia) بمعنى (فوق كيفيسيا).

## التاريخ
يعود تاريخ المدينة للفترة الكلاسيكية حيث كانت إحدى البلدات المحيطة بأثينا القديمة، وهي مسقط رأس الكاتب المسرحي ميناندر.
أصبحت المدينة في الفترة الرومانية منتجعاً ومكان راحة للأغنياء والفلاسفة وأصبحت المدينة وقتها تعرف باسمها اللاتيني سيفيسيا (Cephissia)، وبنيت فيها المنازل الفخمة والفيلات للطبقة الأرستقراطية الأثينية.
يعرف القليل عن تاريخ المدينة في القرون الوسطى، ووجد فقط من تلك الفترة بقايا كنيسة (Panaghia Chelidonas) (عذراء السنونو) والتي ذكر ضمنها حدوث معركة بين سكان المدينة وغزاة غير معروفين.
ذكرها رحالة تركي عام 1667 على أنها بلدة ذات 300 منزل في وسط سهل خصب وأن نصف سكانها كانوا مسلمين، والنصف الآخر مسيحيون. ازدادت أهميتها بعد استقلال اليونان عام 1821 حيث أصبحت منتجعاً صيفياً لأغنياء أثينا، وقد قام أغنياء العاصمة ببناء منازلهم الصيفية في هذه المدينة، تسارع نمو المدينة بعد وصول الخط الحديدي إليها عام 1885 م. وما زالت لليوم تشكل إحدى ضواحي أثينا الراقية.

## متفرقات
- تملك المدينة شعبية كبيرة بين سكان أثينا وخاصة الشباب منهم لأنها تملك العديد من المرافق الترفيهية والسياحية، وتعتبر حديقة كيفالاري (Kefalari) إحدى أهم مناطق اللقاء والترويح بين الشباب الأثيني.
- توجد في المدينة آخر محطات مترو أثينا من ناحية الشمال (على الخط 1) كيفيسيا - بيرايوس.
- من معالم المدينة حجرة باناغيا خيليذوناس (عذراء السنونو) وهي كنيسة تعود للقرون الوسطى، وأيضاً العديد من الفيلات التي تعود للقرن التاسع عشر وأهمها فيلا أتلانتا من تصميم المعماري الألماني تسيللر، بالإضافة إلى الحدائق المتعددة والمراكز الترفيهية.
- ما زالت بعض أحياء المدينة تعتبر الأغلى في أثينا مثل كيفالاري (Kefalari) وبوليتيا (Politeia).

## وصلات خارجية
- الموقع المدينة الرسمي